# Бангладешско-мьянманские отношения
Бангладешско-мьянманские отношения — двусторонние дипломатические отношения между Бангладеш и Мьянмой. Протяжённость государственной границы между странами составляет 271 км. У Мьянмы есть посольство в Дакке, в то время как Бангладеш имеет посольство в Рангуне и консульское учреждение в Ситуэ. Бангладеш также является одной из первых стран, которые начали строительство дипломатической миссии в Нейпьидо. Бенгальцы в Мьянме проживают в Рангуне и Ракхайне. В Бангладеш люди мьянманского происхождения проживают в Читтагонге и юго-восточных горных районах, в том числе араканцы, мармы и мьянманские бенгальцы.

## История
Эти две страны имеют давнюю историю совместных взаимоотношений, а также разделяют общее наследие Британской колониальной империи. После окончания Войны за независимость Бангладеш в 1971 году, Бирма стала одним из первых государств, признавших независимость Бангладеш. Наличие 270000 мьянманских беженцев-мусульман (араканцев) в южном Бангладеш часто является раздражителем в двусторонних отношениях, которые, как правило являются дружественными. Между двумя странами был 40-летний морской пограничный спор о территории Бенгальского залива, который был решен в трибунале ООН в марте 2012 года.
Бангладеш и Мьянма планируют осуществить строительство высокоскоростного шоссе, которое соединит эти страны с Китаем, предполагаемый маршрут пройдет через города Читтагонг, Мандалай, Куньмин. Правительства обеих стран также обсуждает возможность экспорта мьянманского газа в Бангладеш, а также строительство совместной ГЭС в штате Ракхайн.
Политический класс и гражданское общество Бангладеш часто высказались в поддержку демократической борьбы народов Мьянмы против военного режима. В 2006 году было подписано прошение от 500 бангладешских политиков и интеллектуалов, в том числе Шейх Хасина и Камаля Хоссейна, в котором выразили поддержку действиям Аун Сан Су Чжи и призвали к освобождению всех политических заключенных в Мьянме. После победы на выборах в 2008 году, Шейх Хасина вновь встала на защиту демократической борьбы народов Мьянмы, призывая к прекращению тюремного заключения Су Чжи и мьянманских политических заключенных.